# فرودگاه سمی
فرودگاه سمی (به انگلیسی: Semey Airport) یک فرودگاه همگانی با کد یاتا PLX است که یک باند فرود بتن دارد و طول باند آن ۳۰۹۶ متر است. این فرودگاه در شهر سمی کشور قزاقستان قرار دارد و در ارتفاع ۲۳۲ متری از سطح دریا واقع شده‌است.

## شرکت‌های هواپیمایی و مقصدهای پروازی
| شرکت‌های هواپیمایی | مقصدهای پروازی                 |
| ----------------- | ------------------------------ |
| اسکات ایرلاینز    | آلماتی، آستانه, اوسکمن، Urzhar |
| قزاق ایر          | آلماتی، آستانه                 |